# 空手家

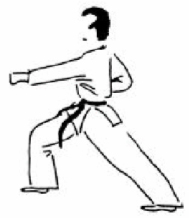
空手家のイラスト

空手家（からてか）は、空手道を行う人のこと。ただし空手選手とは異なり、既に引退した人物（とりわけ師範など）の呼称としても用いられる。